# Junk Love
Junk Love er en dansk kortfilm fra 2011, der er instrueret af Nikolaj B. Feifer.

## Handling
Astronauten Edwin er alene på rumskibet SS Hamlet, da en lækage pludselig begynder at suge iltbeholdningen ud. Edwin insisterer på han selv kan fikse det, men efterhånden som timerne går, ser det mere og mere håbløst ud. Det er først da ekskonen Sofia tager kontakt, at Edwin indser der måske er en grund til at kæmpe sig tilbage til Jorden.

## Medvirkende
- Peter Plaugborg - Edwin
- Lisa Carlehed - Sofia
- Rasmus Botoft - Finn
- Kristian Ibler - Eksperten